# 성포초등학교
성포초등학교(聲浦初等學校)는 대한민국 경기도 안산시 상록구에 있는 공립 초등학교이다.

## 학교 연혁
- 1990년 3월 1일: 개교
- 2008년 9월 1일: 제 5대 위욱환 교장 부임
- 2011년 3월 1일: 제 6대 채효식 교장 부임
- 2011년 9월 1일: 現 이미숙 교감 부임
- 2013년 2월 15일: 제 22회 졸업식(209명)(누계:6774명)
- 2013년 3월 4일: 32학급 편성(특수학급 1개반 포함)
- 2025년 3월 1일: 경수초등학교 통폐합

## 참고 자료
- 성포초등학교 - 한국교육학술정보원 학교알리미